# NGC 585
NGC 585 is een spiraalvormig sterrenstelsel in het sterrenbeeld Walvis. Het hemelobject werd op 20 december 1827 ontdekt door de Britse astronoom John Herschel.

## Synoniemen
- PGC 5688
- UGC 1092
- MCG 0-5-1
- ZWG 386.1
- IRAS01291-0111